# Косово (Ґостинський повіт)
Косово (пол. Kosowo, нім. Kossowo) — село в Польщі, у гміні Ґостинь Гостинського повіту Великопольського воєводства.
Населення — 457 осіб (2011).
У 1975-1998 роках село належало до Лешненського воєводства.

## Демографія
Демографічна структура станом на 31 березня 2011 року:
|          | Загалом | Допрацездатний вік | Працездатний вік | Постпрацездатний вік |
| -------- | ------- | ------------------ | ---------------- | -------------------- |
| Чоловіки | 228     | 45                 | 167              | 16                   |
| Жінки    | 229     | 53                 | 124              | 52                   |
| Разом    | 457     | 98                 | 291              | 68                   |